# A L
A L – album francuskiej piosenkarki Amandy Lear, wydany w 1985 roku.

## Ogólne informacje
A L to tzw. EP-ka. Zawierała cztery przeróbki znanych evergreenów z lat 30., 40. i 50. Były to: „As Time Goes By” z filmu Casablanca z 1942 roku, „Bel Ami”, oryginalnie zatytułowana „Du hast Glück bei den Frau’n, Bel Ami” i wykonywana w filmie z 1939 roku o tym samym tytule, „Bye Bye Baby” śpiewana przez Marilyn Monroe w filmie Mężczyźni wolą blondynki oraz „Magic Moments”, piosenka z 1958 roku. Album ukazał się tylko we Włoszech. Żaden utwór nie został wydany na singlu, mimo to wszystkie promowane były w programach telewizyjnych prowadzonych wówczas przez Amandę Lear.
Album został wydany tylko na płycie winylowej i kasecie magnetofonowej.

## Lista ścieżek
Strona A:
1. „As Time Goes By” – 3:21
2. „Bel Ami” – 2:06

Strona B:
1. „Bye Bye Baby” – 3:00
2. „Magic Moments” – 2:40